# Foveosculum mediorufum
Foveosculum mediorufum är en stekelart som först beskrevs av Morley 1919.  Foveosculum mediorufum ingår i släktet Foveosculum och familjen brokparasitsteklar. Inga underarter finns listade i Catalogue of Life.